# Deloyala
Deloyala es un género de escarabajos de la familia Chrysomelidae. Hay alrededor de diez especies descritas en Deloyala.
Son del Nuevo Mundo, la mayoría de los neotrópicos. Larvas y adultos se alimentan de (Convolvulaceae).

## Especies
- Deloyala barberi (Spaeth, 1936)
- Deloyala camagueyana (Zayas, 1989)
- Deloyala cruciata (Linnaeus, 1758)
- Deloyala fuliginosa (Olivier, 1790)
- Deloyala guttata (Olivier, 1790)
- Deloyala insubida (Boheman, 1855)
- Deloyala lecontei (Crotch, 1873)
- Deloyala lecontii
- Deloyala trilineata Spaeth, 1936
- Deloyala zetterstedti (Boheman, 1855)